# 短翅迅足長蝽
短翅迅足長蝽（学名：Metochus abbreviatus）为迅足長蝽屬下的一个种。舊屬長蝽科，今改屬地長蝽科。